# Campionati austriaci di sci alpino 1961
I Campionati austriaci di sci alpino 1961 si svolsero a Lienz tra il 16 e il 19 febbraio; furono assegnati i titoli di discesa libera, slalom gigante, slalom speciale e combinata, sia maschili sia femminili.

## Risultati

### Uomini

#### Discesa libera
| Pos. | Atleta          | Nazione |
| ---- | --------------- | ------- |
| 1    | Heini Messner   | Austria |
| 2    | Karl Schranz    | Austria |
| 3    | Helmut Schaller | Austria |

Data: 19 febbraio

#### Slalom gigante
| Pos. | Atleta         | Nazione |
| ---- | -------------- | ------- |
| 1    | Martin Burger  | Austria |
| 2    | Josef Stiegler | Austria |
| 3    | Hias Leitner   | Austria |

Data: 16 febbraio

#### Slalom speciale
| Pos. | Atleta         | Nazione |
| ---- | -------------- | ------- |
| 1    | Josef Stiegler | Austria |
| 2    | Martin Burger  | Austria |
| 3    | Karl Schranz   | Austria |

Data: 18 febbraio

#### Combinata
| Pos. | Atleta         | Nazione |
| ---- | -------------- | ------- |
| 1    | Josef Stiegler | Austria |
| 2    | Karl Schranz   | Austria |
| 3    | Ernst Falch    | Austria |

Data: 16-19 febbraio

Classifica stilata attraverso i piazzamenti ottenuti
in discesa libera, slalom gigante e slalom speciale

### Donne

#### Discesa libera
| Pos. | Atleta           | Nazione |
| ---- | ---------------- | ------- |
| 1    | Christl Haas     | Austria |
| 2    | Sieglinde Bräuer | Austria |
| 3    | Erika Netzer     | Austria |

Data: 19 febbraio

#### Slalom gigante
| Pos. | Atleta           | Nazione |
| ---- | ---------------- | ------- |
| 1    | Marianne Jahn    | Austria |
| 2    | Edith Zimmermann | Austria |
| 3    | Sieglinde Bräuer | Austria |

Data: 16 febbraio

#### Slalom speciale
| Pos. | Atleta         | Nazione |
| ---- | -------------- | ------- |
| 1    | Traudl Hecher  | Austria |
| 2    | Grete Grander  | Austria |
| 3    | Gertraud Gaber | Austria |

Data: 17 febbraio

#### Combinata
| Pos. | Atleta           | Nazione |
| ---- | ---------------- | ------- |
| 1    | Traudl Hecher    | Austria |
| 2    | Sieglinde Bräuer | Austria |
| 3    | Edith Zimmermann | Austria |

Data: 16-19 febbraio

Classifica stilata attraverso i piazzamenti ottenuti
in discesa libera, slalom gigante e slalom speciale